# Italia ai XVII Giochi olimpici invernali
L'Italia partecipò ai XVII Giochi olimpici invernali, svoltisi a Lillehammer, Norvegia, dal 12 al 27 febbraio 1994, con una delegazione di 104 atleti, 26 dei quali donne. L'Italia chiuse questa edizione al quarto posto del medagliere con venti medaglie: sette ori, cinque argenti ed otto bronzi.

## Medaglie

### Medagliere per discipline
| Sport        | Oro | Argento | Bronzo | Totale |
| ------------ | --- | ------- | ------ | ------ |
| Sci di fondo | 3   | 2       | 4      | 9      |
| Slittino     | 2   | 1       | 1      | 4      |
| Sci alpino   | 1   | 1       | 2      | 4      |
| Short track  | 1   | 1       | 0      | 2      |
| Bob          | 0   | 0       | 1      | 1      |
| Totale       | 7   | 5       | 8      | 20     |

### Medaglie d'oro
| Medaglia | Nome                                                            | Sport        | Evento            |
| -------- | --------------------------------------------------------------- | ------------ | ----------------- |
| Oro      | Maurilio De Zolt Marco Albarello Giorgio Vanzetta Silvio Fauner | Sci di fondo | Staffetta 4x10km  |
| Oro      | Manuela Di Centa                                                | Sci di fondo | 15 km             |
| Oro      | Manuela Di Centa                                                | Sci di fondo | 30 km             |
| Oro      | Maurizio Carnino Orazio Fagone Hugo Herrnhof Mirko Vuillermin   | Short track  | Staffetta 5.000m  |
| Oro      | Deborah Compagnoni                                              | Sci alpino   | Slalom gigante    |
| Oro      | Kurt Brugger Wilfried Huber                                     | Slittino     | Doppio            |
| Oro      | Gerda Weissensteiner                                            | Slittino     | Singolo femminile |

### Medaglie d'argento
| Medaglia | Nome                         | Sport        | Evento    |
| -------- | ---------------------------- | ------------ | --------- |
| Argento  | Manuela Di Centa             | Sci di fondo | 5 km      |
| Argento  | Manuela Di Centa             | Sci di fondo | Combinata |
| Argento  | Mirko Vuillermin             | Short track  | 500m      |
| Argento  | Hansjörg Raffl Norbert Huber | Slittino     | Doppio    |
| Argento  | Alberto Tomba                | Sci alpino   | Slalom    |

### Medaglie di bronzo
| Medaglia | Nome                                                               | Sport        | Evento          |
| -------- | ------------------------------------------------------------------ | ------------ | --------------- |
| Bronzo   | Marco Albarello                                                    | Sci di fondo | 10 km           |
| Bronzo   | Silvio Fauner                                                      | Sci di fondo | Combinata       |
| Bronzo   | Stefania Belmondo                                                  | Sci di fondo | Combinata       |
| Bronzo   | Manuela Di Centa Stefania Belmondo Bice Vanzetta Gabriella Paruzzi | Sci di fondo | Staffetta 4x5km |
| Bronzo   | Isolde Kostner                                                     | Sci alpino   | Discesa libera  |
| Bronzo   | Isolde Kostner                                                     | Sci alpino   | Super G         |
| Bronzo   | Günther Huber Stefano Ticci                                        | Bob          | Bob a 2         |
| Bronzo   | Armin Zöggeler                                                     | Slittino     | Singolo         |